# Siri
Сири (енгл. Siri) је део Епл Инц (енгл. Apple Inc). иОС (енгл. iOS) који ради као интелигентан лични асистент. Функција користи природни кориснички интерфејс језика да одговара на питања, даје препоруке и обавља радње делегирања захтева на скупу Веб сервиса. Софтвер, како у својој оригиналној верзији и као карактеристика иОС-a , прилагођава се језику корисника и индивидуалне претраге (преференције). Име Сири је скандинавског порекла, кратки облик нордијског имена Сигрид које у преводу значи "лепота" и "победа".
Сири је првобитно уведена као иОС апликација доступна у Aп Стору (енгл. App Store) под именом Сири Инц (енгл. Siri Inc.), која је купљена од стране Epla 28. априла 2010. године. Сири Инц. је најавио да ће њихов софтвер бити на располагању за Блекбери (енгл. BlackBerry) уређаје и за телефоне који користе Андроид (енгл. Android) платформу, али сви развоји за не-Епл платформе су отказани након Епловог преузимања овог сервиса.
Сири је саставни део иОС-а од иОС-а 5 и уведен је као обележје Ајфона 4С (енгл. Iphone 4S) 14. октобра 2011. Сири је додат у треће генерације АјПед (енгл. iPad)уређаја са издавањем иОС 5.1.1 у мајu 2012 , и био је укључен у свим иОС уређајима објављеним током или након октобра 2012.
Верзија Сири сервиса ће бити интегрисана у Епл Воч ОС (енгл. Watch OS), Сири сервис ће бити доступан притиском на дигиталну круну или помоћу гласовне команде. Мајкрософтова верзија интелигентног персоналног асистента зове се Кортана, тако да Сири није једини персонални асистент који може да се нађе на тржишту.

## Ајфон апликација
Сири је први пут представљен као апликација доступна на Епл Еп Стору у Сједињеним Америчким Државама од стране Сири Инц. Интегрисан је са услугама као што су ОпенТејбл Гугл Мапс (енгл. Google Maps), МувиТикетс и ТакиМеџик (енгл. TakiMagic). Користећи гласовну технологију признату од Њуенс-а и њихових сервисних партнера, корисници могу да резервишу места у одређеним ресторанима, купују биоскопске карте или контактирају такси службу. Сири је купљен од стране Епла 28. априла 2010. године, а оригинална апликација је престала да функционише 14. октобра 2011.
Кључна карактеристика оба истраживања и развоја иза оригиналног Сири Инц. апликације је његова вештачка интелигенција и програмерски циљ да се дозволи прилагођавање индивидуалним употребама језика корисника и појединачних претраживања (преференције) са континуираним коришћењем, са повратним резултатима који су стога индивидуализовани.

## Ајфон интеграција
Функција Сири приказана је први пут на белом Ајфону 4С.
Дана 4. октобра 2011. године, Епл је представио Ајфон 4С са њиховом реализацијом бета верзије Сири. Нова верзија Сири је интегрисана у иОС, и нуди конверзациониону интеракцију са многим апликацијама, укључујући подсећања, временску прогнозу, слање порука, е-маил, календар, контакте, забелешке, музику, сат, веб претраживач, и Епл Мапс [Apple Maps]. Тренутно, Сири подржава Енглески (Сједињене Америчке Државе, Канада, Аустралија, Велика Британија, Сингапур), Француски (Француска, Швајцарска ), Немачки (Немачка, Швајцарска), Јапански, Италијански (Италија, Швајцарска), Шпански (Мексико, Шпанија, Сједињене Државе), Мандарински (Кина, Тајван), Корејски, и Кантонски језик. На почетку, Сири је имао ограничену функционалност изван Сједињених Америчких Држава и Канаде. Међутим, Епл, уз лансирање иОС-а 6, додао је функционалност која је до тада недостајала у другим земљама. Сири замењује 'Воис Контрол" (енгл. Voice Control) на претходним верзијама иОС-а, која је могла да обавља само основне задатке као што су пуштање музике, могућност позива и отварања апликација.

## Подржани језици
| Језик       | Регион                    | Верзија      |
| ----------- | ------------------------- | ------------ |
| Енглески    | Сједињене Америчке Државе | 5.0 и новији |
| Енглески    | Уједињено Краљевство      | 5.0 и новији |
| Енглески    | Аустралија                | 5.0 и новији |
| Енглески    | Канада                    | 6.0 и новији |
| Енглески    | Сингапур                  | 8.2 и новији |
| Енглески    | Нови Зеланд               | 8.3 и новији |
| Енглески    | Индјија                   | 8.3 и новији |
| Француски   | Француска                 | 5.0 и новији |
| Француски   | Канада                    | 6.0 и новији |
| Француски   | Швајцарска                | 6.0 и новији |
| Немачки     | Немачка                   | 5.0 и новији |
| Немачки     | Швајцарска                | 6.0 и новији |
| Италијански | Италија                   | 6.0 и новији |
| Италијански | Швајцарска                | 6.0 и новији |
| Јапански    | Јапан                     | 5.1 и новији |
| Шпански     | Шпанија                   | 6.0 и новији |
| Шпански     | Мексико                   | 6.0 и новији |
| Шпански     | Сједињене Америчке Државе | 6.0 и новији |
| Корејски    | Јужна Кореја              | 6.0 и новији |
| Мандарински | Кина                      | 6.0 и новији |
| Мандарински | Тајван                    | 6.0 и новији |
| Катонезе    | Хонг Конг                 | 6.0 и новији |
| Дански      | Данска                    | 8.3 и новији |
| Холандски   | Холандија                 | 8.3 и новији |
| Португалски | Бразил                    | 8.3 и новији |
| Руски       | Русија                    | 8.3 и новији |
| Руски       | Државе Комонвелта         | 8.3 и новији |
| Шведски     | Швдеска                   | 8.3 и новији |
| Тајладски   | Тајланд                   | 8.3 и новији |
| Турски      | Турска                    | 8.3 и новији |

У јануару 2012. године, независни програмери су успешно креирали и дистрибуирали Сири за старије уређаје преко Сидиа [Cydia] порта, међутим, захтевао је овлашћење и активационе кодове од другог Ајфон уређаја, који могу да је користе у облику прокси сервера, или преносом овлашћења Сири датотеке. Због овог захтева, програмери су заобишли Еплов Сири сервер у потпуности стварањем сопственог помоћу АПИ услуга као што су Гугл и Волфрам Алфа[Wolfram Alpha].
Дана 11. јуна 2012. године, на ВВДЦ конференцији Епл је најавио да ће Сири бити доступан на ајПед уређајима (треће генерације) крајем 2012. године са издањем иОС 6оперативног система. Такође 11. јуна 2012. године, на ВВДЦ конференцији, Епл је најавио исправке за Сири који долази у иОС 6 верзији (која је покренута у јесен 2012) Нове карактеристике укључују: отварање апликација, извештавање спортских резултата, проналажење ресторана, као и разне резервације. Сири чак може да вам каже висину спортских играча у иОС 6 верзији опративног система.
Дана 13. јуна 2013. године, Епл је најавио да ће Сири имати опцију бирања гласа, што значи да можете изабрати да ли Сири ће звучати као мушко или женско, са издавањем иОС 7 оперативног система.
Тренутно, Сири је укључен на следећим уређајима: Ајфон 4С, АЈфон 5, Ајфон 5Ц, Ајфон 5С, Ајфон 6, Ајфон 6 плус, 5, ајПод Тач, ајПед 3 и 4, ајПед еир, ајПед 2 еир, и све верзије ајПед Минис.

## Говорни глумци
Оригинални амерички глас колоквијално познат као "Саманта" обезбедила је Сузан Бенет у јулу 2005. године.
Британски мушки глас је колоквијално познат као "Даниел" је позајмио Џон Бригс, бивши новинар. Глас је снимљен за Скенсофт (енгл. Scansot) , који је спојио са Њуенс Комуникејшнс (https://web.archive.org/web/20150910081810/http://www.nuance.com/index.htm) у октобру 2005. године, иако Епл никада није потврдио било какво учешће Њуенса у производњи Сири сервиса.
Аустралијски женски глас се колоквијално познат као "Карен" и позајмила га је Карен Јаkобсен, која је такође аустралијски глас у ГПС навигационим уређајима.

## Интеграција у возилима
Сири је први пут представљен свету кроз аутомобилску индустрији у априлу 2010. године као хендс фр (иенгл. hands free) надоградња са Форд-ом и Хондом. У јуну 2012. године, бивши Епл СВП Скот Форсталл објавио да је Епл био у разговорима са произвођачима аутомобила и компанијама да се Сири интеграција као део шеме под називом "Сири слободних очију" (енгл. Siri eyes free) режим да очи и руке возача буду слободне, наводећи да Сири могао бити у возилима већ за 11 месеци.
На ВВДЦ 2013 Еди Кју је најавио нови систем под називом "Ајфон у аутомобилу" (енгл. Iphone in car) који има за циљ интеграцију Сири система и осталих иОС функција, као и сателитску навигацију (Сатнав) и репродукцију музике, који је касније преименована у КарПлеј Епл(енгл. CarPlay Apple) 3. марта 2014. године.

## Погледајте
- Ask Ziggy za Windows Phone
- Assistant by Speaktoit
- Braina za Windows
- Google Now by Google
- Cortana by Microsoft
- S Voice by Samsung Electronics
- SILVIA by Cognitive Code[2]
- Voice Mate by LG Electronics